# فردین رابط
فردین رابط (زادهٔ ۷ آبان ۱۳۸۰) بازیکن فوتبال کرد اهل ایران و پیرانشهر است که در پست وینگر بازی می کند.

## عملکرد باشگاهی

### آغاز دوران حرفه‌ای
وی از جمله بازیکنان کرد باشگاه استقلال تهران می‌باشد که توسط استراماچونی با قراداد پنج ساله به استقلال پیوست. رابط همچنین زمانی که در تیم جوانان تراکتور سازی بود به تیم ملی جوانان دعوت شد و هم‌اکنون عضو تیم ملی فوتبال جوانان ایران می‌باشد.

### استقلال
اولین بازی رسمی فردین رابط برای استقلال با پیراهن شماره ۴۲ مقابل تیم نساجی مازندران از سری مسابقات لیگ برتر رقم خورد. پیش از این با پیراهن شماره ۱۸ برای تیم‌های پایه استقلال به میدان رفته بود.

### نفت مسجدسلیمان
وی در پنجره نقل و انتقالاتی زمستان ۲۰۲۱ با قراردادی قرضی به نفت مسجدسلیمان پیوست.

### المپیا گرودزیاد لهستان
وی در این تیم ۸ بازی انجام داد که در آن ۱گل و ۲ پاس گل داده است و در ماه جون سال ۲۰۲۴ از این تیم جدا شد.

## آمار باشگاهی
تا تاریخ ۱۰ تیر ۱۴۰۱
| عملکرد                | عملکرد                | عملکرد                | لیگ      | لیگ      | جام      | جام      | قاره‌ای | قاره‌ای | جمع   | جمع   |
| فصل                   | باشگاه                | لیگ                   | بازی     | گل       | بازی     | گل       | بازی   | گل     | بازی  | گل    |
| ایران                 | ایران                 | ایران                 | لیگ برتر | لیگ برتر | جام حذفی | جام حذفی | آسیا   | آسیا   | مجموع | مجموع |
| --------------------- | --------------------- | --------------------- | -------- | -------- | -------- | -------- | ------ | ------ | ----- | ----- |
| ۲۰۱۹–۲۰۲۰             | استقلال               | لیگ برتر              | ۰        | ۰        | ۰        | ۰        | ۰      | ۰      | ۰     | ۰     |
| ۲۰۲۰–۲۰۲۱             | استقلال               | لیگ برتر              | ۵        | ۰        | ۰        | ۰        | ۰      | ۰      | ۵     | ۰     |
| ۲۰۲۱–۲۰۲۲             | استقلال               | لیگ برتر              | ۰        | ۰        | ۰        | ۰        | ۰      | ۰      | ۰     | ۰     |
| مجموع استقلال         | مجموع استقلال         | مجموع استقلال         | ۵        | ۰        | ۰        | ۰        | ۰      | ۰      | ۵     | ۰     |
| ۲۰۲۰–۲۰۲۱             | نفت مسجدسلیمان        | لیگ برتر              | ۱۱       | ۱        | ۰        | ۰        | _      | _      | ۱۱    | ۱     |
| مجموع نفت مسجد سلیمان | مجموع نفت مسجد سلیمان | مجموع نفت مسجد سلیمان | ۱۱       | ۱        | ۰        | ۰        | _      | _      | ۱۱    | ۱     |
| مجموع آمار            | مجموع آمار            | مجموع آمار            | ۱۶       | ۱        | ۰        | ۰        | ۰      | ۰      | ۱۶    | ۱     |

## افتخارات

### باشگاهی
- لیگ برتر
- قهرمانی در لیگ برتر ۰۱–۱۴۰۰
- نایب قهرمانی در لیگ برتر ۹۹–۱۳۹۸ به همراه تیم استقلال
- جام حذفی
- نایب قهرمانی در جام حذفی ۹۹–۱۳۹۸ جام حذفی ۹۹–۱۳۹۸ به همراه تیم استقلال